# Clarinet Factory
Clarinet Factory je česká hudební skupina, klarinetový kvartet z Prahy. Vystupuje po celém světě, ve složení Jindřich Pavliš (klarinet, kapelník, člen PKF – Prague Philharmonia), Luděk Boura (klarinet, Státní opera Praha), Vojtěch Nýdl (klarinet, Symfonický orchestr Českého rozhlasu, PKF – Prague Philharmonia, Afflatus Quintet) a Petr „Pepíno“ Valášek (basklarinet, Orchestr Karla Vlacha).

## Koncerty
stručně
- 2005: vítěz International Songwriting Competition, Nashville, USA
- 2009 a 2015: host koncertů Bobby McFerrina v Praze
- 2015: Maďarsko
- 2016: Bosna a Hercegovina, Bulharsko, Francie, Kypr, Praha, Rusko
- 2017: Belgie, Bulharsko, Francie, Japonsko, Praha
- 2018: Belgie, Kanada, Praha (s Českou filharmonií)
- 2019: Kanada, Nizozemsko, Plzeň, Praha, Slovensko

## Eternal Seekers
V roce 2008 založila Lenka Dusilová společně s Beatou Hlavenkovou a klarinetovým kvartetem Clarinet Factory novou formaci Eternal Seekers, s kterou ve stejný rok natočili a vydali eponymní album Eternal Seekers, za které Lenka získala v roce 2009 cenu Akademie populární hudby Anděl v kategorii „Nejlepší zpěvačka“. Píseň Smiluje z tohoto alba je úvodní písní filmu Rodina je základ státu (2011) od režiséra a scenáristy Roberta Sedláčka. 

## Meadows
Projekt Meadows získal ocenění Classic Prague Awards 2017 v kategorii Crossover. Také klip ke skladbě Bolek i Lolek, který v roce 2017 natočil eRno Le Mentholé s Elisou Pirondeau v belgickém Lutychu na vlakovém nádraží Liège-Guillemins architekta Santiaga Calatravy získal ocenění. Další host Joe Acheson z britských Hidden Orchestra přispěl k melodii této skladby, když nasbíral zvuky lokálky ve středočeských Zákolanech a ptačí zpěv, z nich pak vytvořil dalšího, virtuálního hudebníka.

## Diskografie
- 2003: Echoes from Stone (Ozvěny z kamene); Jiná vlna
- 2005: Echoes from Stone (Ozvěny z kamene); Blackpoint Music
- 2005: Polyphony (Polyfonie); Clarton
- 2010: Out of Home; Supraphon
- 2012: Echoes of Colors; Aura-Pont s.r.o.
- 2014: Worx and Reworx; Supraphon
- 2017: Meadows; homerecords.be/Supraphon
- 2020: Pipers; Supraphon

### Spolupráce
- 2008: album Eternal Seekers (Lenka Dusilová, Beata Hlavenková a Clarinet Factory); Respekt Publishing
- 2011: skladba Písmenková na albu Ležatá osmička skupiny Tata Bojs